# هلو یکم
امه سینی (به خط ایلامی: 𒂼𒋛𒉌) از پادشاهان خاندان دوم اوان بود که در نیمه دوم هزاره سوم پیش از میلاد حکمرانی می‌کرد. اطلاعات دربارهٔ این پادشاه بسیار محدود است و نام او主要通过 از طریق کتیبه‌های ایلامی و منابع میان‌رودانی شناخته شده است.

## دوران حکومت
بر اساس شواهد باستان‌شناسی، امه سینی احتمالاً در دورانی حکومت می‌کرد که پادشاهی اوان تحت فشار فزاینده‌ای از سوی امپراتوری اکد قرار داشت. برخی محققان مانند دنیل تی. پاتس اشاره کرده‌اند که این دوره مصادف با تلاش‌های اوان برای حفظ استقلال خود در برابر توسعه‌طلبی‌های سارگون اکدی و جانشینان او بود.

## شواهد تاریخی
نام امه سینی در برخی فهرست‌های پادشاهی ایلام ذکر شده است، اما هیچ کتیبه‌ای از دوران حکومت او به طور قطعی شناسایی نشده است. با این حال، فرانسوا والا اشاره می‌کند که برخی مهرهای استوانه‌ای یافت شده در شوش ممکن است به دوره او تعلق داشته باشند.